# 1-й Люберецкий проезд
1-й Люберецкий проезд — проезд в районе Выхино-Жулебино Юго-Восточного административного округа Москвы.

## Происхождение название
Проезд получил своё название в 1964 году по подмосковному городу Люберцы в связи с расположением на юго-востоке Москвы. Ранее назывался 1-й Октябрьский проезд, а Люберецким в то время назывался ныне упразднённый проезд между улицей Паперника и 1-м Вешняковским проездом.

## Описание
Проезд проходит от Октябрьского проспекта г. Люберцы до Привольной улицы, далее продолжаясь как Привольный проезд. Слева примыкает 2-й Люберецкий проезд. Застройка преимущественно малоэтажная.

## Транспорт
По самому проезд общественный транспорт не ходит, ближайшие остановки расположены на Привольной улице и Октябрьском проспекте.

### Автобусы и маршрутные такси
Городские: 177, 279, 669
Областные: 50к, 323, 346, 352, 373, 373к, 393к, 463, 534к, 546к, 1074

### Железнодорожный транспорт
В 400 м к северу от проезда расположена платформа Ухтомская Казанского и Рязанского направлений МЖД.

### Метро
Станции метро «Лермонтовский проспект» и «Косино».